# 卡氏小公魚
卡氏小公魚（学名：Anchoviella carrikeri）為輻鰭魚綱鲱形目鳀科的其中一種，分布於南美洲亞馬遜河流域，棲息深可達50公尺，本魚體纖細，吻小於1/2眼徑，體側具一銀色條紋，臀鰭軟條15-18條，體長可達6.5公分，喜群游，棲息在河川中游，以浮游生物為食。

## 擴展閱讀
維基物種上的相關：卡氏小公魚